# Rochlice
Rochlice – część miasta ustawowego Liberec. Znajduje się w południowej części miasta. Zarejestrowanych jest tutaj 1 077 adresów i mieszka na stałe około 18 000 osób.